# Benoist XIV
Benoist XIV var en liten amerikansk dubbeldäckad flygbåt.
Benoist XIV tillverkades i två exemplar för att transportera passagerare mellan de stora sjöarna. Flygbåten är konstruerad enligt den tidens normala tillverkningsmetoder. Den är dubbeldäckad med åtta lodräta stöttor mellan den övre och undre vinghalvan, som var infäst i flygbåtskroppens överdel. Vingarna var tillverkade i en välvd träkonstruktion med spryglar som kläddes med duk. Skevrodren på övre och undre vingparet var kopplade med stötstänger. Vid vingspetsarna fanns två små flottörer som förhindrade vingen att nå vattenytan. Flygbåtskroppen var tillverkad av trä med ett avrundat nosparti för att minska motståndet under färd på vatten. Piloten och passageraren satt bredvid varandra i en öppen förarkabin framför den nedre vingen. Mellan den övre och undre vingen var en sexcylindrig rakmotor monterad, som via en utväxling drev en tvåbladig skjutande träpropeller. 
Det första exemplaret som blev färdigställt gavs tillverkningsnummer 43. Det döptes senare till Lark of Duluth. Det användes till nöjesflygning i Duluth hamn under sommaren 1913. De korta nöjesflygningarna visade sig inte vara lönsamma och affärsmannen Percival Fansler övertalade Benoist att tillsammans med honom starta ett bolag för reguljära flygningar mellan de två städerna i Florida, St Petersburg och Tampa. Det nybildade flygbolaget St Petersburg-Tampa Airboat Line övertog flygbåten Lark of Duluth samt ytterligare en Benoist XIV som var färdigställd vid Benoist Aircraft Company. 
Till premiärturerna från St Petersburg 1 januari 1914 auktionerades biljetterna ut, borgmästaren i St Petersburg Abram C. Pheil ropade in den första biljetten för 400 dollar. Han blev därmed världens första betalande passagerare i reguljär flygtrafik.
Första flygningen avgick kl 10 på förmiddagen med Tony Jannus som pilot. Den 35 kilometer långa flygningen klarades av på 23 minuter.
Efter att premiärflygningarna var avklarade, sattes priset för en biljett till fem dollar, och man genomförde två tur och returflygningar per dag.  
Under de tre första månaderna på året transporterade flygbolaget 1 205 passagerare mellan de båda städerna. Men i mars när det ekonomiska stöd man haft från städerna upphörde blev inte flyglinjen lönsam och man tvingades upphöra.
Lark of Duluth användes som nöjes och taxiflygplan under resterande delen av 1914. Flygbåten besökte bland annat Duluth, Conneaut Lake och San Diego där den skadades så allvarligt efter en hård landning att den skrotades. 
Inga Benoist XIV finns bevarade, men 1984 tillverkades en flygande replika av Florida Aviation Historical Society, flygbåten finns normalt utställd på St Petersburg Museum of History.